# Zlatna smećarka
 Zlatna smećarka  (lat. Bolbitius titubans) gljiva je koja pripada familiji Bolbitiaceae. Ime roda je nastalo od grčke reči bolbiton (kravlji izmet), što govori o čestom staništu ove gljive. Epitet titubans ima značenje kolebljiv ili onaj koji posrće, što govori o tome da ove gljive imaju tendenciju da se naginju na jednu stranu i na kraju "padnu".

## Opis
Ova gljiva nije jestiva.
- Šešir je od 1.5 cm do 5 cm, prvobitno je jajastog oblika, ubrzo postaje široko zvonast ili konveksan, da bi na kraju bio ravan sa pomalo ispupčenim centrom. Mladi šeširi su zlatne boje, a zatim izblede, pa budu bledo žute, zelenkaste, sivkaste ili smeđe boje. Centar uvek zadržava žutu boju. Dok je mlada, lepljiva je, pogotovu posle kiše. Rub gljive poseduje duge brazde. [2]
- Listići mogu biti slobodni ili prirasli za stabljiku, nalaze se blizu jedan drugom. Beličaste su, bledo žute ili oker boje, a zatim dobijaju boju cimeta ili rđe. Mekani su i veoma krhki.
- Drška je dužine od 3 cm do 12 cm, a širine oko 1 cm. Može biti sužena prema vrhu, valjkasta je, šuplja, krhka i kao posuta brašnom. Bele je boje, a na vrhu bledo žuta i / ili sa bledo žutom bazom. [3]
- Meso je tanko, skoro da ne postoji, žute je boje.
- Spore su manje ili više eliptične i glatke. Poseduju pore. Otisak spora je rđav do smeđ. [4]

## Rasprostranjenje i stanište
Saprotrofna je gljiva. Raste pojedinačno, na gnojištu / oplođenom zemljištu ili se ređe može naći na travnatim površinama bez azota. Može se naći u kasno proleće i na jesen. Rasprostranjena je u Evropi, kao i Severnoj Americi.

## Spoljašnje veze
|  | Opis gljive u ovom članku nije potpun niti je dovoljan za korektnu i sigurnu identifikaciju gljive. Nepažnjom vrlo lako se jestive gljive mogu pomešati sa otrovnim. Ukoliko se pojedu otrovne umesto jestivih gljiva, može doći do teških oštećenja pojedinih organa, ili do smrti onog koji ih je pojeo. Ako želite da skupljate gljive, ne preporučuje se korišćenje opisa iz ovog članka za prepoznavanje, već da se obavestite o izgledu i načinu prepoznavanja kod nekog stručnjaka za gljive. |